# Никонович, Фёдор Иосифович
Фёдор Ио́сифович Никоно́вич (17 февраля 1854 — 14 февраля 1911) — член III Государственной думы от Витебской губернии, протоиерей.

## Биография
Православный. Сын протоиерея.
Учился в Бешенковичской народной школе и Витебском духовном училище. Затем окончил Витебскую духовную семинарию по 1-му разряду (1876).
По окончании духовной семинарии три года был псаломщиком Преображенского храма в селе Бочейкове Лепельского уезда. Одновременно преподавал в местном народном училище. В 1879 году был рукоположен в священники села Доминики Полоцкого уезда, а в 1882 — переведен в село Казановку Лепельского уезда. Построил в селе церковно-приходскую школу, где был преподавателем и законоучителем. Состоял окружным наблюдателем церковно-приходских школ по 2-му Лепельскому благочинию.
В 1897 году был назначен настоятелем собора в городе Люцине с возведением в сан протоиерея. Кроме того, состоял благочинным Люцинского округа, председателем уездного отдела епархиального училищного совета, уездным наблюдателем церковно-приходских школ и законоучителем городского училища. Регулярно избирался председателем епархиальных съездов духовенства. Из наград имел орден Святой Анны 2-й степени (1907). Способствовал открытию пяти школ грамотности в отдаленных деревнях уезда. Был членом Союза русского народа.
В 1907 году был избран членом III Государственной думы от Витебской губернии. Входил во фракцию правых. Состоял членом комиссий: по делам православной церкви, по упразднению чиншевого права и по городским делам. Выступал в поддержку столыпинской аграрной реформы. В Думе вел подробный дневник, который публиковался в «Полоцких епархиальных ведомостях», а после смерти Никоновича вышел отдельной книгой.
С 1908 года входил в Особое совещание Священного Синода по делам внешней и внутренней миссии. Был членом Общества в память Иоанна Кронштадтского. Участвовал в заседаниях Главной палаты Союза Михаила Архангела и Русского собрания.
Скончался в 1911 году в Юрьеве, не перенеся операции по удалению раковой опухоли из желудка в клинике местного университета. Похоронен в Люцине.

## Сочинения
- Из дневника члена Государственной думы от Витебской губернии протоиерея отца Феодора Никоновича. — Витебск, 1912.

## Награды
- Орден Святой Анны 2-й степени (1907).